# Problema dei neutrini atmosferici
Il problema dei neutrini atmosferici consiste in una discrepanza fra i valori predetti dalla teorie e i valori osservati, per i rapporti fra i numeri di neutrini elettronici e neutrini muonici. È strettamente collegato al problema dei neutrini solari, alla fisica dei raggi cosmici e all'oscillazione del neutrino.

## Introduzione
Quando i raggi cosmici incidono sugli strati superiori dell'atmosfera producono un certo numero di particelle instabili: alla fine della catena dei decadimenti si trovano un certo numero di {\displaystyle \mu ^{\pm }} e di {\displaystyle e^{\pm }}, oltre a un certo numero di {\displaystyle \nu _{e}} e di {\displaystyle \nu _{\mu }}.
Calcolare teoricamente l'esatto numero di particelle è molto complicato, in quanto coinvolge molti aspetti del comportamento e dello spettro dei raggi cosmici che non sono ancora del tutto chiari.
Tuttavia in un semplice modello si potrebbe supporre che, se tutte le particelle che arrivano a terra avessero il tempo di decadere, allora:
{\displaystyle \nu _{\mu }\simeq {\bar {\nu }}_{\mu }\simeq 2\nu _{e}}
Inoltre si avrebbe anche che:
{\displaystyle {\frac {\nu _{e}}{{\bar {\nu }}_{e}}}\simeq {\frac {\mu ^{+}}{\mu ^{-}}}}
Se si vuole essere più precisi il rapporto esatto si scosta dal valore 2 ma può sempre essere calcolato.
Come nel caso dei neutrini solari, il valore misurato del rapporto tra il numero di {\displaystyle \nu _{\mu }} e di {\displaystyle \nu _{e}} si discosta dal valore teorico; si apre dunque un nuovo problema che può essere spiegato dalla teoria dell'oscillazione del neutrino.
Nel caso del problema dei neutrini solari sono i {\displaystyle \nu _{e}} che oscillano, in questo caso l'oscillazione è da attribuirsi ai {\displaystyle \nu _{\mu }} che si trasformano in {\displaystyle \nu _{\tau }}.
La storia legata a questo problema non è lunga come quella dei neutrini solari, un problema noto già dalla metà degli anni sessanta. Solo recentemente sono stati creati degli esperimenti per misurare il numero di neutrini presenti nei raggi cosmici che arrivano a terra.

## Gli esperimenti
Un certo numero di esperimenti si sono succeduti per determinare il valore del rapporto e per trovare i migliori parametri per accordare le misure sperimentali alla teoria; i primi risalgono alla metà degli anni '80.
- Super-Kamiokande
- MINOS